# Węgierki
Węgierki (niem. Wilhelmsau) – wieś położona jest na Równinie Wrzesińskiej, w województwie wielkopolskim, w powiecie wrzesińskim, w gminie Września. W latach 1975–1998 miejscowość administracyjnie należała do województwa poznańskiego.
Według danych UMiG Września z 2013 wieś zamieszkiwało 607 osób.
Miejscowość położona jest niecałe 7 km na wschód od Wrześni. Od stolicy województwa, Poznania, wieś dzieli około 50 km.

## Historia
Pierwsze zapisy na temat wsi pochodzą z XIV wieku. Miejscowość była zamieszkiwana przez drobną szlachtę. Byli to jednocześnie Przyborowscy, Węgierscy, Wydzierzewscy, Skąpscy, Bardzcy i Bartochowscy. Jednolita majętność pojawiła się dopiero w końcu XVIII wieku. Właścicielem Węgierek był wówczas pisarz ziemi gnieźnieński Antoni Rożnowski, a w 1843 Adam Żychliński. W 1881 właścicielem majątku stał się Emanuel Genge, który sprzedał go pruskiej Komisji Kolonizacyjnej. Około 1890 wybudowano pałac z elementami neoklasycyzmu. Po parcelacji pozostałą resztówkę nazwano Wilhelmsau.
Aż do połowy XX wieku Węgierki nie posiadały własnego kościoła katolickiego. Należały do parafii w Gozdowie, Najbliższy kościół, wybudowany w połowie XV wieku znajdował się w należącej do parafii Szemborowo Otocznej, który od końca XVIII w. należał do rodziny Broniszów.
Węgierki pod koniec XIX wieku stały się ofiarą polityki kolonizacyjnej zaborców. W 1886 majątek został sprzedany świeżo powołanej przez Prusaków Komisji Kolonizacyjnej i sprowadzono tu osadników niemieckich. Władze postanowiły wykorzystać ten fakt propagandowo, bowiem w 1888 roku przyjechał do tej, w końcu niewiele znaczącej wsi, ówczesny Naczelny Prezes Prowincji Poznańskiej i pierwszy prezes Komisji Kolonizacyjnej Robert von Zedlitz und Trützschler. Koloniści niemieccy pojawili się także w sąsiednich Podwęgierkach i Gonicach, gdzie powstały szkoły ewangelickie.
W 1895 w Węgierkach została utworzona samodzielna parafia ewangelicka z własnym pastorem, wydzielona ze zboru we Wrześni. Tutejsza parafia wybudowała w latach 1904–1907 kościół ewangelicki, który został przejęty przez Kościół rzymskokatolicki po II wojnie światowej w 1946 i poświęcony Najświętszemu Sercu Pana Jezusa. Kościół stał się samodzielną parafią w 1969 i został odłączony do parafii w Gozdowie.
Miejscowość w latach 1934–1954 należała do gminy wiejskiej Września-Południe.
W Węgierkach znajduje się od 1898 roku Ochotnicza Straż Pożarna, która w 2013 obchodziła swoje 115-lecie.

## Zabytki
We wsi znajduje się zbudowany w latach 1904–1907 kościół pw. Najświętszego Serca Pana Jezusa. Początkowo była to świątynia ewangelicka dla ludności protestanckiej, która przed 1945 licznie zamieszkiwała te okolice. Po zakończeniu działań wojennych kościół przeszedł w ręce wyznawców rzymskokatolickich, ale oficjalne erygowanie parafii miało miejsce dopiero 1 października 1969.
We wsi znajduje się również zabytkowy pałac z II połowy XIX w. oraz park krajobrazowy o powierzchni 3 hektarów.

## Komunikacja
Przez wieś przebiega droga krajowa nr 92 oraz linia kolejowa Warszawa-Poznań (najbliższy przystanek kolejowy znajduje się 2 km na wschód we wsi Otoczna).
Komunikację drogową pomiędzy Węgierkami i okolicznymi miejscowościami zapewnia komunikacja autobusowa PKS Gniezno, PKS Turek, PKS Poznań oraz spółka "Marco Polo". Dzięki tym przewoźnikom miejscowość posiada połączenia z Poznaniem, Wrześnią, Słupcą oraz mniejszymi miastami leżącymi na tych trasach.